# Oreophryne asplenicola
Oreophryne asplenicola é uma espécie de anfíbio da família Microhylidae.
É endémica da Nova Guiné Ocidental  na Indonésia.
Os seus habitats naturais são: florestas subtropicais ou tropicais húmidas de baixa altitude.
Está ameaçada por perda de habitat.